# Улица Худякова (Казань)
Улица Худякова (тат. Худяков урамы, Xudäkof uramı) — небольшая улица в историческом центре Казани. Названа в честь историка Михаила Худякова.

## География
Начинаясь от Московской улицы, заканчивается пересечением с Тукаевской улицей. Ближайшие параллельные улицы: Галиасгара Камала и Парижской Коммуны.

## История
Переулок возник не позднее второй половины XIX века, и первоначально имел название Тихвинская ограда, по одноимённой церкви; в 1914 году постановлением Казанской городской думы был переименована в Чепаринский переулок, однако фактически переименование не состоялось. Во второй половине 1920-х годов переименован в Тукаевский переулок, по Тукаевской (бывшей Тихвинской) улице, а постановлением главы администрации Казани № 1673 от 16 июля 2005 года улице было присвоено современное название.
До революции 1917 года административно относилась ко 2-й полицейской части. После революции относилась ко 2-й милицейской части, Сталинскому (с 1956 года – Приволжскому), Бауманскому и Вахитовскому (с 1994 года) районам.

## Примечательные объекты
- №4 — Тихвинская церковь.[14]

До революции на улице располагалось II-е приходское мужское училище и XII-е приходское женское училище, в середине XX века — 10-я начальная школа (дом № 11), детская консультация № 13 (№ 18) и склады, в позднесоветское время — детская музыкальная школа № 12 (дом № 11).

## Транспорт
Общественный транспорт по переулку не ходит. Ближайшие остановки общественного транспорта: «Худякова» (по требованию).  Ближайшая трамвайная остановка — «Колхозный рынок» на улице Бурхана Шахиди. Ближайшая станция метро — «Площадь Тукая».